# AVNアワード

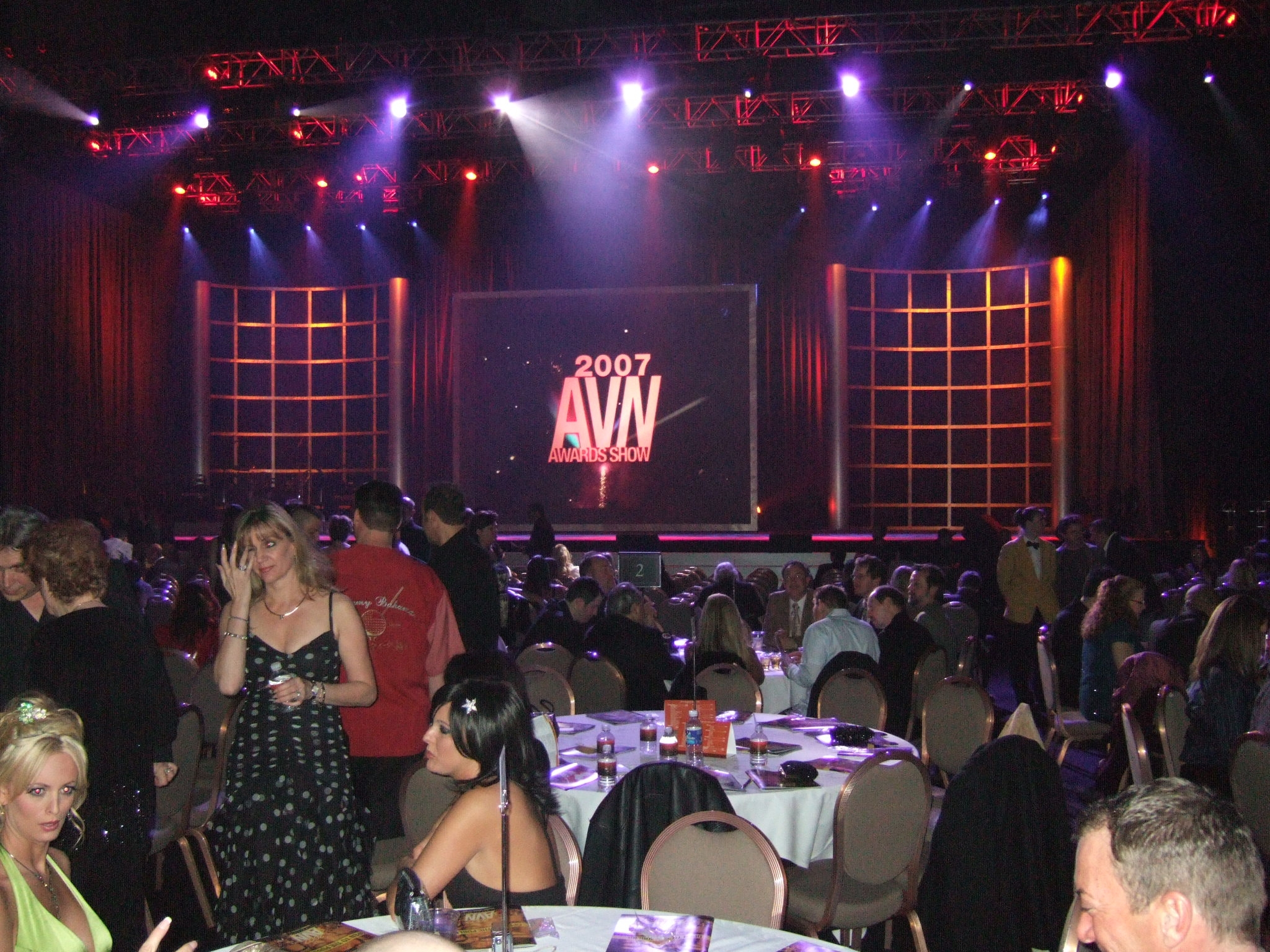
2007年の授賞式より

AVNアワード（AVN Awards）は、アメリカのアダルト専門誌AVNが毎年開催されている賞である。通称：「ポルノ業界のオスカー」。AVN賞には100以上のカテゴリがあり、映画やビデオの作品、監督、俳優に授与される。
1984年2月に第1回授賞式を開催、現在は毎年1月にラスベガスで開催されるAVNアダルト・エンターテインメント・エキスポ内にて授賞式が行われている。授賞式の模様はShowtimeで90分遅れで録画放映される。
またかつてはゲイアダルトビデオ賞が設けていたが、1999年からゲイVNアワードとして独立した。

## 主要カテゴリ
- 殿堂
- 作品賞
- 監督賞
- 主演男優賞
- 主演女優賞
- 助演男優賞
- 助演女優賞
- 新人男優賞
- 新人女優賞

他多数